# Giulio Angioni
Giulio Angioni (28. října 1939 Guasila, Sardinie – 12. ledna 2017 Cagliari) byl italský spisovatel a antropolog.

## Dílo
- L'oro di Fraus (Editori Riuniti 1988, Il Maestrale 2000)
- Il sale sulla ferita (Marsilio 1990, Il Maestrale 2010), final. Premio Viareggio 1990
- Una ignota compagnia (Feltrinelli 1992, Il Maestrale 2007), final. Premio Viareggio 1992
- La Casa della Palma (Avagliano 2002)
- Millant'anni (Il Maestrale 2002, 2009)
- Il mare intorno (Sellerio 2003)
- Assandira (Sellerio 2004)
- Alba dei giorni bui (Il Maestrale 2005, 2009), Premio Dessì 2005
- Le fiamme di Toledo (Sellerio 2006), Premio Internazionale Mondello 2006
- La pelle intera, Il Maestrale, 2007
- Afa, Sellerio 2008
- Gabbiani sul Carso, Sellerio 2010
- Doppio cielo, Il Maestrale 2010
- Sulla faccia della terra 2015